# 环猜想
环猜想（英語：hoop Conjecture）是基普·索恩于1972年提出的一个关于黑洞的猜想。环猜想是指，一个经历压缩的物体只有当其能被一个具有临界周长的旋转假想圆环包围起来时，该物体才能坍缩成为黑洞。临界周长的表达式为：
{\displaystyle c=2\pi r_{s}\,\!}
其中
{\displaystyle c\,\!} 为临界周长；
{\displaystyle r_{s}\,\!} 为物体的史瓦西半径。
索恩计算了不同形状物体（如球状物体、一个方向上无限长的圆柱状物体）的引力效应，发现物体需要同时在三个空间方向上都被压缩在一定范围内才能形成黑洞。如果物体只在一个或两个方向上被压缩，那压力将很容易超过引力，使黑洞无法形成。